# Linda Kohanov
 (mars 2024).
Si vous disposez d'ouvrages ou d'articles de référence ou si vous connaissez des sites web de qualité traitant du thème abordé ici, merci de compléter l'article en donnant les références utiles à sa vérifiabilité et en les liant à la section « Notes et références ».
 (mars 2024).
Linda Kohanov, née le 3 juillet 1961, est auteure, conférencière, formatrice, instructrice d'équitation, entraîneuse de chevaux et coach. Elle est surtout connue dans le domaine du développement personnel par le cheval.

## Biographie
En 1997, elle fonde Epona Equestrian Services, un collectif de moniteurs d'équitation et de conseillers pour les séances de développement personnel par le cheval, désormais situé à Tucson, en Arizona. Ce collectif est à l'origine de l'approche dite Eponaquest. Elle complète le travail qu'elle réalise avec les chevaux par l'observation et l'étude du fonctionnement des troupeaux.
Ses recherches les plus récentes portent plus particulièrement sur le leadership et les compétences sociales.
Linda Kohanov a également travaillé en tant que productrice et animatrice de radio, et comme critique de musique et journaliste.
Elle est mariée au compositeur et musicien Steve Roach.